# Аршинов, Михаил Александрович
Михаил Александрович Аршинов (18 ноября 1956 — 12 января 2023) — советский и российский спортсмен и тренер; заслуженный тренер РСФСР (1989), заслуженный работник физической культуры Российской Федерации (2005), почётный гражданин города Дзержинска (2012). Судья международной категории по дзюдо и сумо.

## Биография
Родился 18 ноября 1956 года в городе Дзержинск Горьковской области.
С детства увлекался спортивной борьбой. Участвовал в чемпионатах СССР и России. Являлся обладателем 6 дана по дзюдо. Мастер спорта СССР по самбо. Обучался в ПТУ № 33 на газоэлектросварщика. Прошёл срочную службу в рядах Советской Армии в спортроте города Горького.
После окончания спортивной карьеры стал работать тренером. Завершил обучение в институте физической культуры. С 1 января 1981 года в профилактории Западного переулка Аршинов начал свои тренерские занятия. Очень быстро его воспитанники стали участвовать в областных и межрегиональных соревнованиях. С сентября 1983 года стал обучать боевым искусствам девушек, которые активно стали записываться в секцию дзюдо, самбо и сумо.
В 1989 году Аршинову присуждают звание «Заслуженный тренер РСФСР». Он судья международной категории по дзюдо и сумо, а также заслуженный наставник Российского союза боевых искусств.
22 декабря 2005 года Указом Президента он становится заслуженным работником физической культуры Российской Федерации. В это время работал тренером-преподавателем по дзюдо Училища олимпийского резерва № 1 в городе Нижний Новгород.
С 2007 года трудился директором СДЮСШОР борьбы «Созвездие» в городе Дзержинске.
Был избран вице-президентом Федерации сумо России. С 16 сентября 2017 года — исполняющий обязанности президента Федерации сумо России.
В 2012 году городские органы власти приняли решения о присвоении звания «Почётный гражданин города Дзержинска» Аршинову Михаилу Александровичу.
Умер 12 января 2023 года на 67-м году жизни.

## Воспитанники
Аршинов как тренер подготовил ряд известных спортсменов, в том числе:
- заслуженного мастера спорта России, пятикратного призера чемпионатов Европы, члена сборной команды России Татьяну Кувшинову;
- мастера спорта международного класса, призера чемпионата Европы О. Коскину;
- мастера спорта международного класса, призера чемпионата мира по самбо и чемпионата России по дзюдо Р. Цеханавичуте;
- чемпионку России по дзюдо среди юниоров Светлану Пантелееву;
- призера первенства Европы по дзюдо, чемпионку Европы по самбо И. Козлову;
- чемпионку мира и Европы по самбо С. Озеркину.

## Награды
- Заслуженный тренер РСФСР (1989)
- Заслуженный работник физической культуры Российской Федерации (2005)
- Почётный гражданин Дзержинска (2012)